# Coptops alboirrorata
Coptops alboirrorata är en skalbaggsart som beskrevs av Fuchs 1966. Coptops alboirrorata ingår i släktet Coptops och familjen långhorningar. Inga underarter finns listade i Catalogue of Life.